# Crossroads hadművelet

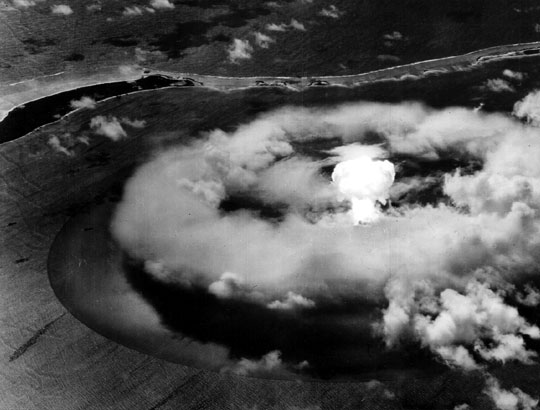
A Crossroads Able kísérleti robbantás gombafelhője

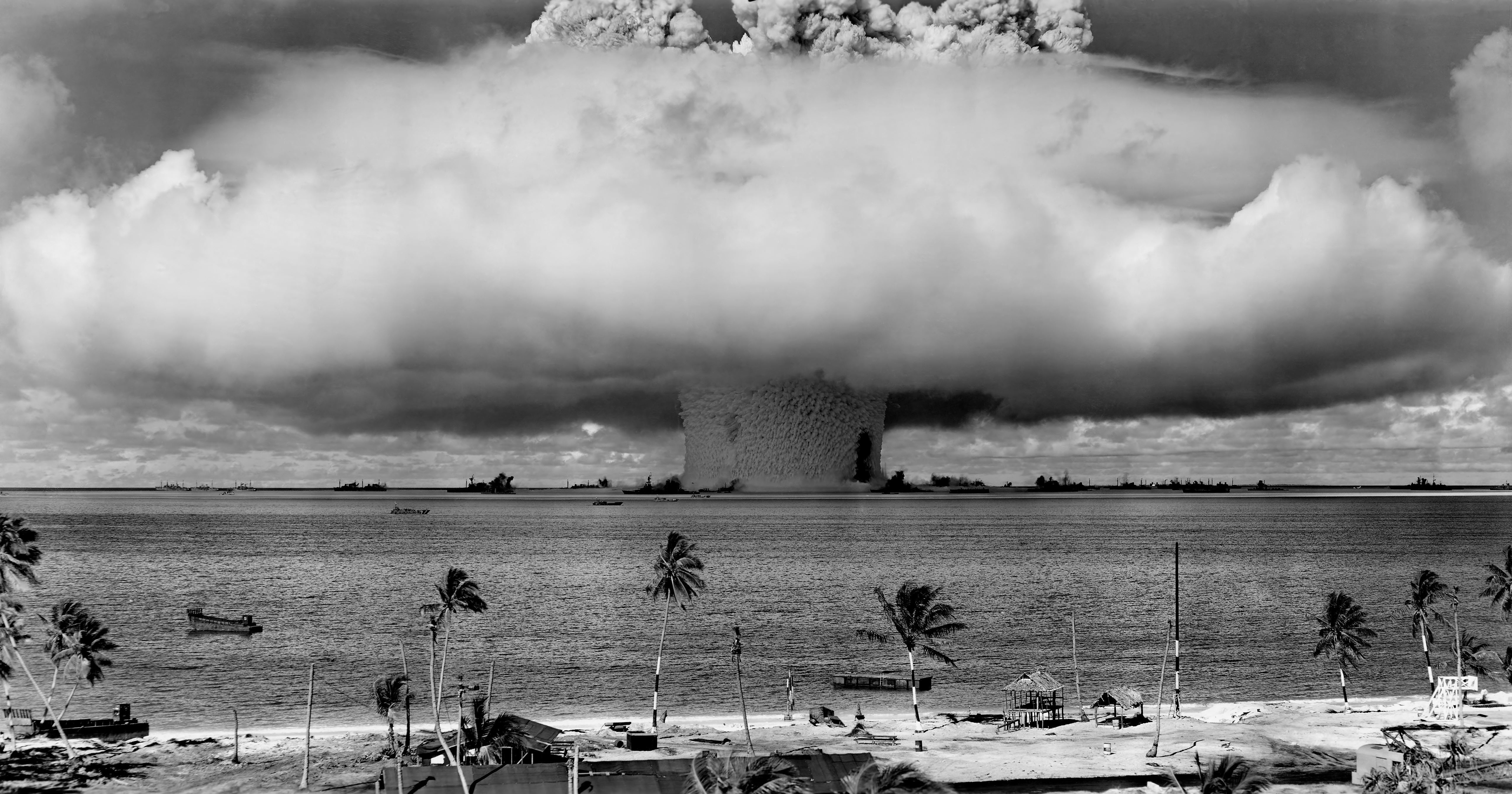
A Crossroads Baker kísérleti robbantás. A szélesebb külső felhő egy kondenzációs felhő, amit a Wilson-kamra hatás idézett elő. A tulajdonképpeni gombafelhő a kondenzációs felhőn belül foglalt helyet és ennek eloszlása után vált láthatóvá

A Crossroads hadművelet nukleáris fegyverek tesztsorozata volt az Egyesült Államok által a csendes-óceáni Bikini-atollon, 1946-ban. Célja a nukleáris fegyverek hadihajókra gyakorolt hatásainak vizsgálata volt. A művelet során két robbantást hajtottak végre (mindkettő 23 kilotonnás) Able és Baker néven. Az Able-t tengerszint felett 158 méterrel robbantották fel 1946. július 1-jén, a Baker felrobbantása 27 méterrel a víz alatt történt 1946. július 25-én. Az 1947-re tervezett Charlie robbantás elmaradt, ugyanis a haditengerészet nem tudta megtisztítani a Baker teszt során beszennyeződött hajókat. A Crossroads Charlie később Wigwam hadművelet néven került kivitelezésre 1955-ben, mint mélyvízi robbantás Kalifornia partjainál, a felszín alatti nukleáris tesztek korszakát fémjelezve.
A Crossroads tesztek az Egyesült Államok negyedik és ötödik nukleáris robbantásai voltak a Trinity teszt, valamint Hirosima és Nagaszaki bombázása után, továbbá az elsők a Marshall-szigeteken lebonyolított számos kísérleti nukleáris robbantások közül. Az első olyan teszt volt, amit előzőleg hivatalosan bejelentettek és meghívott közönség (többek között a sajtó képviselői) előtt mutattak be.
A Baker robbantás következtében valamennyi teszthajó radioaktív szennyezést szenvedett. Ez volt az első eset az azonnali és helyi radioaktív hulladék koncentrálódásra.
A Crossroads teszt előkészítése során a Bikini-atoll helyi lakosait beleegyezésükkel evakuálták. Az 1950-es évek nagy méretű termonukleáris tesztjei a Bikini-atollt alkalmatlanná tették a fenntartható mezőgazdaságra és halászatra. A radioaktív szennyezés miatt az atoll napjainkban is lakatlan. Az Oscar-díjra jelölt Radio Bikini című dokumentumfilm olyan felvételeket mutat be, amelyeken a haditengerészet emberei védőruha nélkül vizsgálják a teszthajók roncsait, mindössze órákkal a robbanást követően. Ezen kívül több megfigyelő hajót is elért a Baker teszt radioaktív kihullása. A film feltárta azt is, hogy a tesztek után a haditengerészet emberei a környék radioaktívvá vált vizét használták fürdésre és ivásra.

## Előkészületek
Egy 3 robbantásból álló tesztsorozatot indítványoztak a nukleáris fegyverek hajókra és felszerelésekre gyakorolt hatásainak vizsgálatára. A teszt helyszíne a következő feltételeknek kellett megfeleljen:
- egy legalább 10 km széles védett horgonyzóhely jelenléte
- teljesen vagy csaknem teljesen lakatlan terület
- a legközelebbi város legalább 480 km távolságban
- intenzív viharok és komoly hideg nélküli időjárás
- kiszámítható, egyirányú szelek a tengerszinttől 18000 méter magasságig
- kiszámítható tengeráramlatok, távol a hajózási útvonalaktól, halászterületektől és benépesített partoktól
- közigazgatásilag az Egyesült Államokhoz tartozó terület

1946. január 24-én Blandy tengernagy a Bikini lagúnát nevezte meg a két 1946-os robbantás helyszínéül (Able és Baker). Az 1947-re tervezett mélyvízi robbantást (Charlie) a Bikini-atolltól nyugatra, az óceánban kívánták végrehajtani. A lehetséges helyszínek közül, amelyek közé a Galápagos-szigetek is beletartozott, a Bikini-atoll volt a legtávolabbi terület, egy nagy és védett horgonyzóhellyel, megfelelő időjárással, és egy kisméretű, elköltöztethető lakossággal. Megemlítendő, hogy a fenti feltételek közül a Bikini helyszín egynek nem felelt meg: mint a legtöbb trópusi óceáni területen, a felszíni szelek itt is nyugati irányba fújnak, a sztratoszférikus szelek pedig keleti irányba. A Bikini-atoll 1946. január 15-én vált az Egyesült Államok kizárólagos tulajdonává, amikor Truman elnök kijelentette, hogy a háború során az összes Japántól elfoglalt szigetnek az Egyesült Államok az egyedüli letéteményese. A haditengerészet 1945 októberétől kezdődően tanulmányozta a lehetséges helyszíneket és Truman nyilatkozatát követően kész volt bejelenteni a Bikini-atollra esett választását. 1946. február 6-án a Sumner felderítő hajó csatornákat kezdett robbantani a zátonyba, a lagúna belseje felé. A helyi lakosságnak nem adták tudtára, hogy miért.
A 167 szigetlakó négy nappal később tudta meg, hogy ki akarják őket telepíteni, amikor Ben H. Wyatt, a Marshall-szigetek katonai kormányzója, a helyiek által ismert bibliai történetekre hivatkozva (Izrael népéhez hasonlítva őket, akiket az Úr megmentett az ellenségeitől és az ígéret földjére vezetett) közölte velük az amerikaiak tervét. Azzal érvelt, hogy az itt elvégzendő tesztek az emberiség javát szolgálják és a háborúk végét jelentik majd. Bár nem volt aláírt megállapodás a felek között, azonban Wyatt jelentése alapján, a helyi törzsfőnök azt mondta, hogy a szigetek lakosai büszkék arra, hogy egy ilyen nagyszerű vállalkozásban vehetnek részt. Március 6-án a törzsfőnök kamera előtt is kijelentette távozási szándékukat az atollról. A következő nap során a haditengerészet egy hajója elszállította őket és tulajdonukat a keleti irányban 206 kilométerre található, addig lakatlan Rongerik-atollra. 1974-ben három család visszaköltözött a Bikini-atollra, azonban 1978-ban ismét kitelepítették őket a szervezetükben felgyűlt radioaktivitás miatt.

### A hajók
Hogy a célhajóknak helyet biztosítsanak, 100 tonna dinamit felhasználásával korallt távolítottak el a lagúnából. 95 célhajóból álló flottát állítottak össze a lagúnában. A célcsoport középpontjában a hajók sűrűsége négyzetkilométerenként 7,7 volt, ami 3-5-ször nagyobb attól, amit a katonai előírások megengedtek. A kitűzött cél nem egy valószerű állapot másolása volt, hanem a robbanási központtól a távolság függvényében okozott károk felmérése, a lehető legtöbb távolság figyelembevételével. A célhajók közé tartozott négy elavult csatahajó, két repülőgép-anyahajó, két cirkáló, tizenegy romboló, nyolc tengeralattjáró, számos kiegészítő és kétéltű jármű és három átadott német és japán hajó. A hajók üzemanyagot és lőszert tartalmaztak, ezenkívül mérőműszereket a légnyomás, a mozgás és a sugárzás mérésére. Egyes célhajókra élő állatokat helyeztek el. Az USS Burleson kísérőhajó 200 disznót, 60 tengerimalacot, 204 kecskét, 5000 patkányt, 200 egeret és rovarokat tartalmazó magvakat szállított a helyszínre.
A teszt 42000 fős személyzetének több, mint 150 hajó biztosított lakhelyet. Néhányan a közeli Eniwetok és Kwajalein atollokon tartózkodtak.

### Kamerák
Nyolc B-17-es bombázót rádió-távirányításos robotpilótával szereltek fel, ezáltal távirányított repülőgépekké alakítva őket. Ezeket a gépeket automata kamerákkal, sugárzásmérőkkel és levegő-mintavevő készülékekkel látták el. Az irányító pilótájuk egy másik repülőgépben foglalt helyet, biztonságos távolságra a robbanásoktól. A távirányított repülőgépek képesek voltak olyan erős sugárzású helyekre is berepülni, például az Able gombafelhőjébe, ahol a személyzet tagjai nem maradtak volna életben.
A robbanásokról készült valamennyi földi felvétel az atoll néhány szigetén magas tornyokra felszerelt távirányításos kameráknak köszönhető. Összesen 50000 fénykép készült és 457 km hosszú mozgófilm. Az egyik kamera 1000 képkocka/másodperc felvételi sebességre is képes volt.
Az első teszt előtt a célflotta hajóin tartózkodó személyzet valamennyi tagját evakuálták és a személyzetet kiszolgáló hajókra szállították őket, amelyek biztonságos pozíciókba húzódtak vissza, legalább 10 tengeri mérföld (18.5 km) távolságra keletre az atolltól.

### A bombák elnevezése
Az Able és Baker a haditengerészet fonetikus ábécéjének első két betűje, amit 1941 és 1956 között használtak. A jelenleg használt NATO fonetikus ábécében Alpha és Bravo a megfelelőjük. Mindkét rendszer harmadik betűje a Charlie.
A két bomba a Nagaszakira ledobott plutónium-tartalmú implóziós Fat Man másolata volt. Az Able bombát Gildának nevezték el és Rita Hayworth képmásával dekorálták, aki az 1946-os Gilda című film főszereplője volt. A Baker neve Helen of Bikini volt. A nukleáris fegyverek és a végzet asszonya témájának összekapcsolódását jól példázza a kétrészes fürdőruha elnevezése a Bikini-atollról.
A Gildában használt plutónium magot Los Alamos-i tudósok korábban démon magnak nevezték, miután kétszer is kritikussá vált 1945-ös és 1946-os kísérletek során. Mindkét esetben megölt egy-egy tudóst.

## AzAbleteszt

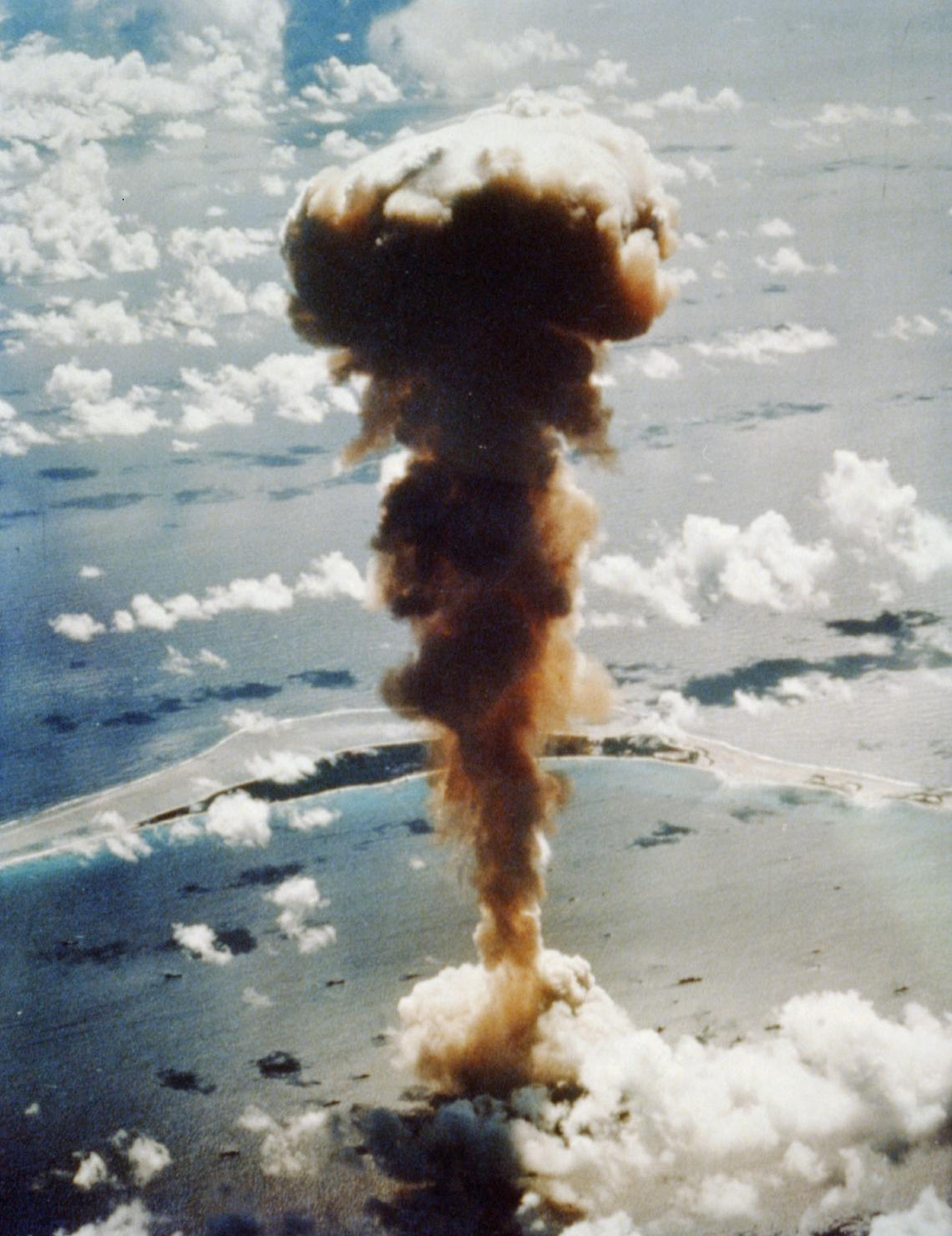
A 23 kilotonnás Crossroads Able lagúnából emelkedő gombafelhőjének légi felvétele. A Bikini-sziget egy része a háttérben látható. A felhő radioaktív anyagait a sztratoszférába szállította

Július 1-jén 0900 órakor egy B–29 Superfortress repülőgépről ledobták a bombát és 158 méterrel a célflotta fölött felrobbantották 23 kilotonnás hozammal. Öt hajó elsüllyedt: két támadó szállítóhajó azonnal, két romboló órákon belül és egy japán cirkáló a következő nap folyamán.
Az elsüllyedt és megsérült hajók száma kevesebb volt a vártnál. Ennek fő oka az volt, hogy a bomba 649 méterrel célt tévesztett. A megcélzott hajó nem süllyedt el. Kivizsgálás után megállapították, hogy nem a legénység hibázott, hanem a bomba farokstabilizátora okozta a pontatlanságot.
Az Able célpontjának a Nevada csatahajót jelölték ki és vörös színűre festették, fehér ágyúcsövekkel, hogy jól láthatóan kitűnjön a központi hajórajból. Nyolc hajó kevesebb, mint 366 méterre (400 yardra) tartózkodott tőle. Ha a bomba a terveknek megfelelően a Nevada fölött robbant volna, valószínűleg legalább kilenc hajó, köztük két csatahajó és egy repülőgép-anyahajó, elsüllyedt volna. A tényleges robbanás helye a tervezettől északnyugatra, a Gilliam szállítóhajóhoz közel volt, egy jóval kevésbé zsúfolt területen.
Az öt elsüllyedt hajó mellett további tizennégy súlyosan megsérült, a legtöbb a robbanás lökéshullámának köszönhetően. Ezek, három kivételével, a robbanástól kevesebb, mint 914 méterre (1000 yardra) helyezkedtek el. Ezen a távolságon belül a hajó elhelyezkedési iránya jelentős tényező volt a lökéshullámmal való ütközéskor. Például a hatos számú hajó, a Lamson romboló, annak ellenére elsüllyedt, hogy jelentően messzebb volt a robbanás középpontjától, mint hét másik hajó. A Lamson oldalirányban állt a robbanáshoz képest, így a lökéshullám a hajó oldalának teljes felületét elérte. A másik hét hajó tatjával állt lehorgonyozva a robbanás irányában, ezáltal a hajótörzs legsérülékenyebb része némileg védett maradt.
Az egyedüli nagy hajó az 1000 yardos körben, amelyik inkább mérsékelt, mint súlyos sérüléseket szenvedett, az erősen megépített, hetes számú hajó, a japán Nagato volt. Védelmet nyújtott számára, hogy tatjával a robbanás irányában helyezkedett el. Három héttel később a Baker robbanás süllyesztette el.
A több, mint 1.6 kilométer (1 mérföld) távolságban elhelyezkedő Saratoga repülőgép-anyahajó (hetes számú hajó) tűz miatt szenvedett komoly sérüléseket. Teszt célok miatt minden hajó bizonyos mennyiségű üzemanyagot, ágyúkat és repülőgépeket szállított. A legtöbb hadihajó fedélzetén egy hidroplánt szállított, amelyet daruval a vízre lehetett helyezni. A Saratoga azonban számos, illékony üzemanyaggal töltött repülőgépet szállított a fedélzetén és a hangáraiban egyaránt. A tűz eloltása után a hajó nem süllyedt el és a Baker teszt során újból felhasználták.

### Sugárzás

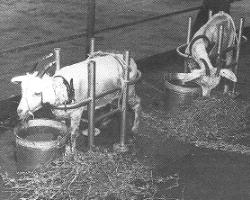
Az állatokat a hajók meghatározott pontjaihoz kötözték. A képen a Nevada fedélzetén bekerített 53-as számú kecske látható, ami a teszt után két nappal elpusztult a sugárzásnak való kitettség miatt

Az első három felrobbantott atombombához hasonlóan (Trinity, Little Boy, Fat Man) a Crossroads Able is a levegőben robbant. Elég magasan robbant ahhoz, hogy a tűzgömb nem szívott magába felszíni anyagokat. A radioaktív hasadási termékek a sztratoszférába szállítódtak és sokkal inkább a globális, mintsem a helyi környezet részévé váltak. A tesztnek nem volt jelentős helyi radioaktív kihullása.
Azonban a tűzgömbben volt egy nagyfokú, néhány másodpercig tartó sugárzás. Számos közeli hajót élőlények számára halálos dózisú gamma- és neutronsugárzás ért, viszont maguk a hajók nem váltak radioaktívvá, kivéve a hajók anyagának neutron aktivációja által.
22 célhajón összesen 57 tengerimalacot, 109 egeret, 146 disznót, 176 kecskét és 3030 fehér patkányt helyeztek el. Az állatok 10%-át a lökéshullám ölte meg, 15%-át a tűzgömb sugárzása és további 10%-uk később pusztult el. Összesen tehát az állatok 35%-a pusztult el a robbanás vagy a sugárzás közvetlen hatásai miatt.
Annak ellenére, hogy a bomba nem találta el célpontját, a Nevada hajót, a fedélzetén elhelyezett kecskék napokon belül elpusztultak a tűzgömb sugárzásának hatásai miatt, még akkor is, ha páncélozott lőállásban voltak elhelyezve, ami a sugárzást némileg leárnyékolta.

## ABakerteszt
Július 25-én a bombát az LSM-60 partraszálló jármű alá függesztették fel, amit a célflotta közepére horgonyoztak le. A Baker 27 méterrel a víz felszíne alatt helyezkedett el, félúton a fenék (54 m) felé. Helyi idő szerint 0835-kor felrobbantották. Az LSM-60 egyetlen azonosítható darabját sem találták meg. Tíz hajó süllyedt el, köztük a második világháborúban gyártott német nehézcirkáló, a Prinz Eugen, ami a robbanás után csak 5 hónappal 1946 decemberében merült el, ugyanis a hajó nagyfokú radioaktiv szennyezése megkadályozta, hogy a hajótörzs hasadásait megjavítsák.
Akárcsak az Able esetében, minden hajó, ami nem süllyedt el 1000 yardon belül, súlyosan megsérült, de ez alkalommal a pusztító hatás alulról érkezett. Azonban a legnagyobb különbséget a két robbantás között az jelentette, hogy a Baker teszt során valamennyi célhajó radioaktivitással szennyezett lett. A sérülés mértékétől függetlenül, mindössze kilenc hajót sikerült sugárfertőtleníteni és ócskavasként eladni. A többit a tengerben elsüllyesztették, miután a megtisztítási erőfeszítések kudarcot vallottak.
A Prinz Eugen német nehézcirkáló túlélte mindkét Crossroads tesztet, de túl szennyezett lett ahhoz, hogy javítani lehessen a lékeit. Szeptemberben elvontatták a Kwajalein Atollra, ahol a sekély vízben megfeneklett, 1946 december 22-én. A mai napig ott áll. A Skipjack tengeralattjáró az egyedüli olyan hajó volt, amelyet kiemeltek. Kaliforniába vontatták, ahol a part mellett ismét elsüllyesztették két évvel később. Három másik, süllyedési állapotban lévő hajót partra vontattak az atollon.

### A robbanás jellegzetességei
A Baker robbantás olyan sok szokatlan jelenséget produkált, hogy két hónap múlva konferenciát tartottak a nevezéktan egységesítésére és új kifejezéseket határoztak meg, hogy a leírásokban és vizsgálatokban használják őket.
A vízben kialakult tűzgömb egy gyorsan táguló forró gázbuborékként nyilvánult meg, a vízhez nyomódva egy szuperszonikus hidraulikus lökéshullámot hozott létre, amely terjedése közben összeroppantotta a közeli hajók törzseit. Végül is lelassult a hang sebességére, ami a vízben ötször nagyobb érték, mint a levegőben. A felszínről nézve a lökéshullám egy gyorsan terjedő, kör alakú sötét víztömeg külső éleként volt látható. Ezt „olajrétegnek” nevezték el a hasonlóság miatt. Szorosan mögötte haladt egy látványosabb, de kevésbé pusztító fehér vízfelület, az úgynevezett „törés”.
Amikor a gázbuborék átmérője elérte a víz mélységének értékét (55 m), egyszerre ütközött a tengerfenékkel és a felszínnel. A fenéken egy 9 méter mély és 610 méter széles krátert hozott létre. A felszínen felnyomta a vizet egy kupola alakú permetbe, ami egy gejzírhez hasonlóan törte át a felszínt.
A terjedő buborék a robbanás első másodpercében egy 150 m sugarú körből minden vizet eltüntetett és két millió tonna vízpermetet és tengerfeneket emelt a magasba. Ahogyan a buborék 762 m/s sebességgel emelkedett, a permet-boltozatot egy üreges hengerré vagy kéménnyé nyújtotta (az „oszlop”), amely több, mint 1800 méter magas, 610 méter széles volt, falai pedig 90 méter vastagok
Amint a buborék elérte a levegőt, egy szuperszonikus légköri lökéshullámot keltett. A lökéshullám mögötti alacsony nyomás azonnali ködöt hozott létre, amely két másodpercen át egy Wilson(kondenzációs) felhőben leárnyékolta a kialakulóban lévő oszlopot. A Wilson felhő félkör alakban jelent meg, majd a vízfelszínről korong alakban felemelkedve láthatóvá tette a teljesen kifejlődött permet-oszlopot, végül fánk-alakban kiterjedt és eltűnt. Megemlítendő, hogy az Able robbantás is létrehozott egy kondenzációs felhőt, azonban a tűzgömb sokkal gyorsabban kiszárította.
Midőn a Wilson felhő eltűnt, az oszlop teteje „karfiol” alakú lett. Ekkor az oszlop víztömege és a „karfiol” már lefelé mozgott, vissza a lagúna vizébe. Habár a „karfiol” struktúrának felhőre emlékeztető alakja volt, valójában inkább egy gejzír tetejének felelt meg, ahol a víznek megszűnik a felfelé történő mozgása és elkezd visszahullani. Gombafelhő nem jött létre, a sztratoszférába semmi nem jutott ki.
A gázbuborék által létrehozott űrbe visszazuhanó víztömeg egy cunamiszerű hullámot keltett, amelyik felemelte a hajókat, miközben átment alattuk. A robbanás után 11 másodperccel az első hullám 305 méterre volt a zéró vízfelülettől és 29 méteres magasságot ért el. Amikor elérte a 6 kilométerre lévő Bikini-sziget partját, egy 9 hullámból álló csoportot alakított ki. Az 5 méter magas bukóhullámok partra taszították a partraszálló járműveket és homokkal töltötték meg őket.
A detonáció után 12 másodperccel az oszlopból visszaeső vízmennyiség egy 274 méter magas „alaphullámot” keltett. A cunamiszerű hullámtól eltérőn az alap hullám inkább a hajók felett borult át, mintsem alattuk. Ennek a hullámnak volt a legjelentősebb következménye a hajók sorsára nézve, ugyanis el nem távolítható radioaktivitással szennyezte be őket.

A felvételen jól látható a víz felszínén és a hajók alatt végigfutó fehér színű „törés”, valamint a belül üres vízpermet-oszlop teteje, amint áttöri a félkör alakú Wilson felhőt. A háttérben a Bikini-sziget partja látszik
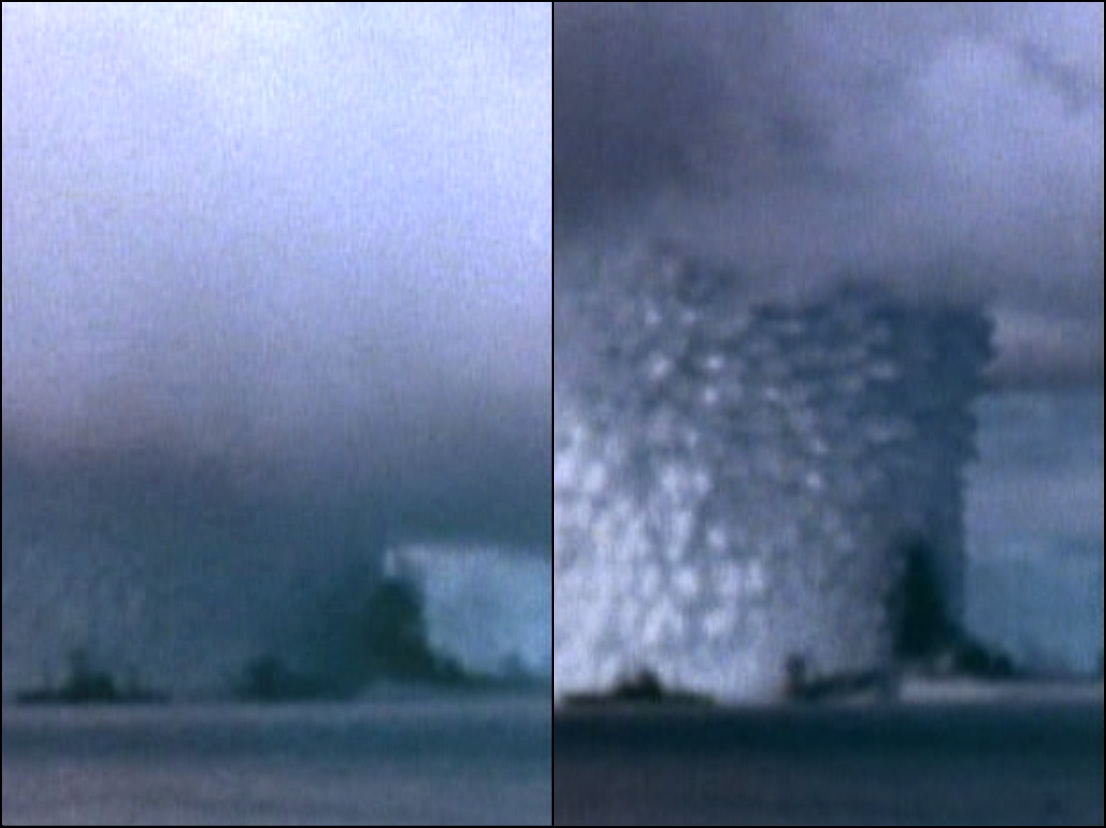
A Wilson-felhő felemelkedésével egy hajóknál nagyobb méretű, függőleges fekete objektum vált láthatóvá, ami a legtöbb megfigyelő szerint a felemelt USS Arkansas  csatahajó volt. Blandy admirális szerint füst volt
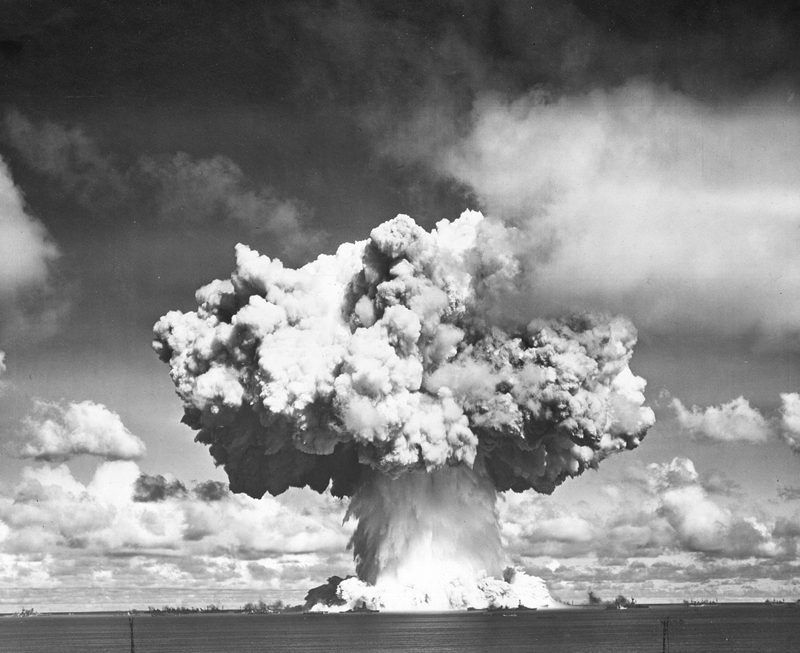
A Wilson felhő elpárolgásával láthatóvá vált a karfiol alakú formáció a permetoszlop tetején. Két millió tonna vízpermet hullt vissza a lagúnába. A radioaktív hullám a hajók felé tart

## Külső hivatkozások
- Operation Crossroads: Bikini Atoll Archiválva 2000. május 21-i dátummal a Wayback Machine-ben (angolul)
- The Archeology of the Atomic Bomb: A Submerged Cultural Resources Assessment of the Sunken Fleet of Operation Crossroads at Bikini and Kwajalein Atoll Lagoons (angolul)
- First Pictures Atomic Blast! (angolul)

## Fordítás
- Ez a szócikk részben vagy egészben  az   Operation Crossroads című angol Wikipédia-szócikk ezen változatának fordításán alapul.  Az eredeti cikk szerkesztőit annak laptörténete sorolja fel. Ez a jelzés csupán a megfogalmazás eredetét és a szerzői jogokat jelzi, nem szolgál a cikkben szereplő információk forrásmegjelöléseként.